# Barbara af Portugal
Barbara af Portugal eller Barbara af Bragança (Maria Madalena Bárbara Xavier Leonor Teresa Antónia Josefa; født 4. december 1711, død 27. august 1758) var en portugisisk infantinde, der var dronning af Spanien fra 1746 til 1758 som ægtefælle til kong Ferdinand 6. af Spanien.